# Human Rights Publishers
Human Rights Publishers — міжнародна видавницька група, утворена 2004 року двома однойменними видавництвами («Права людини») у Москві та Празі й автономною некомерційною організацією «Редакція журналу „Правозащитник“» в Іжевську.

## Видавництво «Права людини»
Перші книги московського видавництва:
- Андрій Сахаров. «Спогади».
- Альфред Мірек. «Тюремний реквієм».
- Олександр Майоров. «Правда про Афганську війну», «Вторгнення. Чехословаччина, 1968».
- Андрій Шарий. «Трибунал. Часопис нескінченної війни».

## Human Rights Publishers
Книги празького видавництва:
- Михайло Сергеєв. «І сотворив Бог сміх»
- Андрій Шарий, Айя Куге. «Молитва за Сербію»
- Віра Васильєва. «Як судили Олексія Пічугіна. Судовий репортаж»
- Віра Васильєва. «Третій суд Олексія Пічугіна (часопис „справи ЮКОСа“)»
- Іван Толстой. «Доктор Живаго»: Нові факти і знахідки в Нобелівському архіві"